# Székesfehérvári Királyi Napok
A Székesfehérvári Királyi Napok (angolul: Székesfehérvár Royal Days) Székesfehérvár nemzetközi hírű összművészeti fesztiválja, melynek fő helyszíne a történelmi belváros. A Szent István király ünnepe köré szervezett rendezvénysorozatot 1996 óta tartják meg minden év augusztusában, de előzményei évtizedekkel korábbra nyúlnak vissza.
A teljes fesztivál 2013 óta rendszerint legalább tíznapos, és több részre tagolódik. Egyfajta „fesztivál a fesztiválban” módon rendezik meg a Nemzetközi Néptáncfesztivált, mellyel 1996-ban indult az egész rendezvénysorozat, a Koronázási Ünnepi Játékokat, a Fricsay Richárd Regionális Katonazenekari Fesztivált és a Népművészeti Fesztivált. Külön eseménynek számítanak a megnyitó, a Musica Sacra komolyzenei koncert, a könnyűzenei koncertek és az augusztus 20-i nemzeti ünnepen szervezett rendezvények is, úgy mint a Fehérvári Királyok Menete, az ünnepi díszközgyűlés és a tűzijáték. A Koronázási Ünnepi Játékok kereteiben megrendezésre kerülő Koronázási szertartásjáték, a Fény utca és a Kárpát-medencei táncegyüttesek zarándoklata Szent István sírjához nemzetközileg is egyedülálló kulturális nevezetességei a fesztiválnak. Nagyboldogasszony napjához és Szent István napjához kapcsolódóan egyházi rendezvényeket (pl. fogadalmi mise, körmenet) szerveznek. A minden évben visszatérő programok mellett kiállításmegnyitók, tudományos konferenciák, előadások növelik a programkínálatot. A fesztivál teljes ideje alatt ingyenesen látogathatók a Szent István Király Múzeum kiállítóhelyei, a Fő utcán és a Városház téren kirakodóvásár, a Koronázási Ünnepi Játékok idején életre keltett középkori skanzen színesíti a palettát.
A rendezvénysorozat a város történelmén alapul, ugyanis csaknem hatszáz éven keresztül Székesfehérvár volt Magyarország egyik fővárosa: országgyűlések, királykoronázások, királyi esküvők és temetkezések, más fontos események helyszíne. A fesztivál neve is a város múltjának hangulatát sugallja.

## Története

### Előzmények
Székesfehérvár városát Géza fejedelem alapította 972-ben. Fia, István fejére 1001. január 1-én itt tettek koronát és ezzel létrejött a Magyar Királyság. István apjához hasonlóan két központú országot teremtett: Esztergomot tette meg a magyar katolikus egyház székhelyévé, Székesfehérvárt pedig a világi hatalom központjává. 1018 körül a király Székesfehérvárott megalapította a Nagyboldogasszony-bazilikát és az azt kezelő társaskáptalant, amely a királyság belügyeit kezelte. 1031-ben előbb fiát, Imre herceget, majd 1038-ban bekövetkezett halálát követően őt magát is ebben a bazilikában temették el. Miután számos csodát tapasztaltak a két sír körül és azok valóságos zarándokhellyé váltak, I. László király 1083. augusztus 20-án a pápa engedélyével I. István maradványait a bazilika oltárára emeltette, amely a szentté avatását jelentette. Imre herceg szentté avatására november 4-én került sor. Innentől kezdve a város európai hírű zarándokközponttá vált, Szent István ünnepe, azaz székesfehérvári szentté avatásának dátuma pedig mind a város, mind pedig az egész állam életében fontos szakrális jelentőséggel bírt. Már államalapító királyunk elkezdte azt a hagyományt, amelyet utódai törvénybe is iktattak: a székesfehérvári törvénylátó napok összehívása minden év augusztusában történt, István korában Nagyboldogasszony napján, azaz augusztus 15-én, később Szent István napján, tehát 20-án. Az elkövetkező évszázadokban a törvénylátó napokból kialakultak az országgyűlések, melyek kezdetben szinte kizárólag Székesfehérvárott lettek összehívva. Közismertek például az 1061-es, pogánylázadásba torkolló, az 1222-es, az Aranybullát kibocsátó és az 1526-os királyválasztó országgyűlések. De ide sorolhatjuk még az 1938. évi székesfehérvári országgyűlést is, amely törvénybe foglalta az augusztus 20-i nemzeti ünnepet.
Szent István és Nagyboldogasszony ünnepe tehát csaknem ezer éve kiemelkedő időszak az ország, és különösen Székesfehérvár életében. A 20. század második felében, amikor Szent István ünnepe részben más tartalmat nyert, ugyanúgy megtartották a városban a király ünnepével kapcsolatos megemlékezéseket. Az István halálának 900. évfordulóján tartott 1938-as Szent István-emlékév mintájára 1988-ban újabb emlékévet tartottak a 950. évfordulón. Ekkor megindultak a próbálkozások egy, a Szent István-nap környékén szervezett állandó, egységes rendezvénysorozat megtartására, amire végül első ízben 1996-ban került sor.

### A kezdetektől 2013-ig
Az első Királyi Napokat tehát 1996-ban rendezték meg. Ekkor a fesztivál még csak egy nemzetközi néptánctalálkozóból állt. Az első Királyi Napok hivatalosan Királyi Napok '96 Nemzetközi Néptáncfesztivál címen futott. 1996. augusztus 14. és augusztus 22. között tartották a Székesfehérvári Táncházban, amely a nemzetközi hírű Alba Regia Táncegyesület otthona. A minden évben megrendezésre kerülő fesztivál egyre elismertebbé vált, már 1998-ban, de 2001-ben is az Európa-díjas táncegyüttesek találkozóját tartották keretein belül. Ebben a két évben a rendezvény fővédnöke az Alfred Toepfer által alapított, hamburgi székhelyű F.V.S. Alapítvány volt, mely az Európa-díj A Népművészetért nevű elismerés létrehozója, melyet évente egy szervezetnek ítélnek oda. A díjnak birtokosa az Alba Regia Táncegyesület Alba Regia Táncegyüttese is. 2004-ben a fesztivál részeként a városban tartották a C.I.O.F.F World Folkloriada nevű rendezvényt, melyet a „népművészetek olimpiájaként” tartanak számon.
A gyorsan népszerűvé és szakmai körökben világszerte ismertté váló néptáncfesztivál időközben tagja lett a Magyarországi Folklórfesztiválok Szövetségének, a Martin György Néptánc Szövetségnek, az Örökség Gyermek Népművészeti Egyesületnek, a nemzetközileg elismert CID, IOV és a svájci székhelyű C.I.O.F.F. szervezeteknek is.
Lásd még: a Nemzetközi Néptáncfesztivál szakaszt!

### 2013-tól napjainkig
A 2013-as, Szent István halálának 975. évfordulóján szervezett emlékévben számos újdonság jelent meg a rendezvénysorozatban, így immár maga a néptáncfesztivál csak egy része lett a teljes Királyi Napoknak. Felkerült a palettára a Koronázási Ünnepi Játékok, a Fricsay Richárd Regionális Katonazenekari Fesztivál, a Musica Sacra komolyzenei koncert és más könnyűzenei koncertek, a Fény utca és a Fehérvári Királyok Menete. 2013-tól minden évben megnyitják a Nagyboldogasszony-főbazilika maradványait rejtő Középkori Romkert osszáriumát, amely számos magyar uralkodó csontjait rejti és amely a Szent István Király Múzeum más helyszíneihez hasonlóan a fesztivál idején ingyenesen látogatható.
2017-től rendezik meg a Népművészeti Fesztivált.

## Programok

### Ünnepélyes megnyitó
A fesztivál megnyitóját az első nap (mely általában péntekre esik) estéjén tartják a Városház téren. Az ünnepélyen 2013 óta bemutatják a királyokat jelképező, 5 méter magas óriásbábokat, melyeket rövid ismertetők felolvasása mellett vezetnek az Országalma-emlékműhöz. A bábok sora az adott év kiválasztott uralkodójával és valamely családtagjával/családtagjaival folyamatosan gyarapodik. Az ismertetőket rendszerint Blaskó Péter Kossuth-díjas színművésztől, a Koronázási szertartásjáték többszörös résztvevőjétől hallhatta a közönség. Az óriásbábok bevezetése során nívós zenekarok előadásai hallhatók. Ezután különböző előadások (tánc, képzőművészet) következnek. Végül város mindenkori polgármestere és egy meghívott megyei jogú város polgármestere mond beszédet. Az első meghívott polgármester a kaposvári Szita Károly volt, aki Cser-Palkovics András meghívására érkezett a városba 2015-ben. A meghívott város az egész rendezvénysorozat idején képviseltetheti magát különböző módokon. A polgármesteri beszédeket az ünnepi fények és az ún. Fény utca felkapcsolásával zárják.

### Fény utca
A 2013-as Szent István-emlékévben került be a fesztivál programfüzetébe. A Fény utca tulajdonképpen egy mozgó óriásképregény, melynek kereteiben az adott év választott uralkodójának élete elevenedik meg a Fő utca házainak homlokzatára vetített, a Képes krónika stílusában készült animációkon. Így 2013-ban Szent István, 2014-ben Szent László, 2015-ben Könyves Kálmán, 2016-ban Vak Béla, 2017-ben III. Béla történetét ismerhették meg az arra sétálók. A Fő utca ciszterci templom és Vörösmarty Színház közé eső szakaszára kivetített képek mintegy 1200 négyzetméteresek, így ez Európa legnagyobb mozgó történelmi képregénye. A Fény utca a rendezvénysorozat minden estéjén várja az érdeklődőket.

### Koronázási Ünnepi Játékok
Szintén 2013 óta tartják meg. A rendszerint háromnapos rendezvény az adott év választott uralkodójának korszakába vezeti az érdeklődőket. Fő részei egy épített középkori skanzen és a Koronázási szertartásjáték.
A skanzen a barokk stílusú Városház téren kerül kialakításra, ahol középkori hangulatú díszletek között középkori piacot és középkori városi életet idéznek meg a hagyományőrzők és a helyi Szabad Színház társulata. Eközben belváros-szerte szerveznek különböző programokat, 2017-ben ilyen volt a Jósok és boszorkányok sikátora a Szent János közben, a Zenetér a Mátyás király-emlékműnél a Fő utcán, a Bábosok tere a Bartók Béla téren vagy a hagyományőrző lovasok, harcosok bemutatója a Jávor Ottó téren, a Zichy ligetben és Palotavárosban.
A Koronázási Ünnepi Játékok és az egész rendezvénysorozat jelentős kellékei az óriásbábok, amelyeket a Vörösmarty Színház által szervezett diáktáborban készítenek el minden évben. Az öt méter magas bábok az adott év választott uralkodójának és egy vagy több családtagjának fiktív ábrázolásai. A 2018-as évtől már 19 bábbal vonulnak egész nyáron hétvégente és a Királyi Napok minden napján a történelmi belvárosban a hagyományőrzők. A bábok már több alkalommal szerepet láthatók voltak a Koronázási szertartásjátékban és több más városban (pl. az utazáskiállításon a Hungexpón) is bemutatkoztak az elmúlt években, mint a Székesfehérvári Királyi Napok fő marketingkellékei.
A Koronázási szertartásjátékot a Vörösmarty Színház szervezi, és az éppen kiválasztott uralkodó koronázását és életét viszi színpadra. 2013-ban Szent István, 2014-ben Szent László, 2015-ben Könyves Kálmán, 2016-ban Vak Béla, 2017-ben III. Béla személye állt a középpontban, a 2018-as év főszereplője pedig II. Endre.
Az előadásra a Nagyboldogasszony-koronázótemplom romjai fölé emelt színpadon kerül sor, ahol a Musica Sacrát is tartják. A szertartásjáték fellépői között olyan neves előadókat láthattak a nézők az elmúlt öt évben, mint Mihályi Győző, Blaskó Péter, Hirtling István, Makranczi Zalán, Száraz Dénes, Trokán Péter, Trokán Nóra, Tordy Géza, Benedekffy Katalin, Varju Kálmán, Egyed Attila, Kiss Diána Magdolna, Závodszky Noémi vagy Lábodi Ádám. Az előadások direktora mind az öt alkalommal Szikora János Jászai Mari-díjas színész és rendező, a Vörösmarty színház igazgatója volt. Az első négy szertartásjáték zenéje Horváth Károly nevéhez köthető, a 2017-es előadás zeneszerzője Szirtes Edina Mókus volt. A 2017-es előadás érdekessége, hogy a Fővárosi Nagycirkusz közreműködésével valósult meg, a cirkuszi számok rendezője Fekete Péter volt.

### Nemzetközi Néptáncfesztivál
A Nemzetközi Néptáncfesztivál a Királyi Napok rendezvénysorozat legrégibb eleme. Keretei között olyan országok neves hagyományőrzői léptek már föl Székesfehérvárott, mint Dél-Korea, Kína, Japán, Egyiptom, Grúzia, Törökország, Azerbajdzsán, Chile vagy Oroszország és a Magyarországgal szomszédos országok, melyek közül már mindegyikből érkeztek táncegyüttesek a fesztiválra.
Lásd még: a Kezdetektől 2013-ig szakaszt!

### Fricsay Richárd Regionális Katonazenekari Fesztivál
A 2013 óta megrendezésre kerülő katonazenekari fesztivált Székesfehérvár híres katonazenekari karmesteréről, Fricsay Richárdról (1867–1945) nevezték el. A fesztiválra a Közép-Dunántúl régió számos településéről érkeznek katonazenekarok a régió központjába, Székesfehérvárra. A zenészek fellépésére a történelmi belvárosban kerül sor.

### Népművészeti Fesztivál
2017-ben került első ízben megrendezésre. Népszokások (úgy mint legénybúcsú, esküvő, keresztelő) és régi tevékenységek (pl. mosás) felelevenítése, népzene és néptánc teszik ki programkínálatának nagy részét, keretein belül népművészeti kirakodóvásárt is szerveznek, amelyen a népi kismesterségek képviselői mutatkoznak be.

### Koncertek
- Musica Sacra

A Koronázási szertartásjátékkal egy színpadon, a koronázóbazilika romjai fölött, 2014 óta kerül bemutatásra a Musica Sacra komolyzenei koncert, mely minden évben egy ismert zeneszerző közkedvelt, egyházi témájú műve csendül föl az Alba Regia Szimfonikus Zenekar szervezésében. Az előadásokra elismert magyar vagy külföldi művészeket (pl. Miklósa Erikát, a Moszkvai Nagyszínház szólistáit, Kálmándi Mihályt, László Boldizsárt, Rost Andreát) hívtak már szólóénekeseknek, a kórus pedig hagyományosan az Alba Regia Vegyeskar és a Primavera Kórus egyesülésével létrejövő Egyesített Kórus. Dirigensként láthatták már a nézők a Liszt Ferenc-díjas Drahos Bélát és a világhírű Carlo Ponti Jr.-t, Sophia Loren olasz színésznő és Carlo Ponti olasz filmproducer fiát.
2014-ben Ave Maria-részleteket, 2015-ben Giacomo Puccini Messáját, 2016-ban Gioachino Rossini Stabat Materjét, 2017-ben Giuseppe Verdi Requiemjét hallhatta a közönség, 2018-ban pedig szintén egy Rossini-mű, a Petite messe solennelle előadására készült az Alba Regia Szimfonikus Zenekar és az Egyesített Kórus Janos Acs magyar származású amerikai karmester vezényletével.
- Könnyűzenei koncertek

A Királyi Napok keretein belül olyan könnyűzenei előadókat láthattak már az érdeklődők, mint Király Viktor, Caramel, Geszti Péter vagy a Hooligans. A könnyűzenei koncertek ingyenesek.

### Augusztus 20-i programok
Az augusztus 20-a általában a Szent István-napi rendezvényeké, bár már előfordult, hogy a Koronázási Ünnepi Játékok valamely napra 20-ára esett.
Az augusztus 20-i nemzeti ünnep alkalmából számos egyházi és világi programot szerveznek. A Székesfehérvári egyházmegye mindenkori megyés püspöke ünnepi szentmisét celebrál a város székesegyházában, a Szent István-bazilikában. Megemlékezések zajlanak a király szarkofágjánál a koronázótemplom romkertje melletti Szent István-mauzóleumban, ahol a Fehérvári Királyok Menete után a meghívott Kárpát-medencei táncegyüttesek is tiszteletüket teszik.
A Fehérvári Királyok Menete a néptáncfesztivál hagyományos felvonulásából alakult ki és a táncegyüttesek mellett a királyi óriásbábok és hagyományőrzők vonulnak a Táncháztól a Szent István térre, ahol ünnepi díszközgyűlést tart a város képviselő-testülete, amelyen önkormányzati elismeréseket adnak át.
20-án is számos egyéb programból válogathatnak az érdeklődők, úgy mint néptáncelőadások vagy tudományos konferenciák.
Augusztus 20-át és az egész fesztivált hagyományosan ünnepi tűzijáték zárja.

### Egyéb események
A Székesfehérvári Királyi Napok programjai között találunk még számos egyházi és világi rendezvényt.
Ilyen az augusztus 14-én, Székesfehérvár fogadalmi napján tartott ünnepi szentmise a Szent István-székesegyházban, melyet a megyés püspök koncelebrál. Évszázadok óta jelentős nap ez a város életében, a hagyomány szerint ugyanis a beteg I. István király székesfehérvári palotájában, halála közeledtét érezve ezen a napon ajánlotta föl koronáját és országát Szűz Máriának. A mise a magyar szent család, azaz Szent István, Szent Imre és Boldog Gizella ereklyéinek jelenlétében zajlik. Az ereklyéket a püspöki palotából körmenetben kísérik a székesegyházba, illetve körmenetben is viszik oda vissza.
István királyt végül az augusztus 14-ét követő napon, Nagyboldogasszony napján érte a halál, e kettős emléknapon is püspöki nagymisét tartanak a város székesegyházában. Ez a második püspöki szertartás a Királyi Napok idején, a harmadikat augusztus 20-án, I. István szentté avatásának évfordulóján tartják.
A rendezvénysorozat ideje alatt ingyenesen látogathatók a Szent István Király Múzeum kiállítóhelyei, köztük a osszárium, amely számos magyar uralkodó maradványait őrzi és amit kizárólag az évnek ezen időszakában nyitnak meg a látogatók előtt.
A Királyi Napok keretin belül tudományos-történelmi konferenciákat, kiállításmegnyitókat, egyéb, akár civil szervezetek által tartott eseményen vehetnek részt az érdeklődők.

## Kapcsolódó programok
- Öreghegyi Mulatság: Székesfehérvár Öreghegy városrészének nagy eseménye, melyet hagyományosan augusztus 19-én, az ismert Bory-várnál tartanak. Egybeesik a Királyi Napokkal, de attól független program.[13]
- Magyarországi Borrendek Országos Találkozója: többször esett már a Királyi Napok idejére, de attól független rendezvény.[14]
- Aranybulla Művészeti Napok: II. Endre Aranybullájáról nevezték el, melyet az 1222. évi székesfehérvári országgyűlésen a hagyomány szerint a ma városföldrajzilag Öreghegyhez tartozó Noé-hegyen tett közzé a király. Az Öreghegyi Közösségi Házban tartják.[15]